# Pitcairnia serrulata
Pitcairnia serrulata är en gräsväxtart som beskrevs av Lyman Bradford Smith och Robert William Read. Pitcairnia serrulata ingår i släktet Pitcairnia och familjen Bromeliaceae. Inga underarter finns listade i Catalogue of Life.